# 唐津10マイルロードレース大会
唐津10マイルロードレース大会（からつじゅうマイルロードレースたいかい）は、佐賀県唐津市で毎年2月に開催される日本陸上競技連盟公認の10マイルロードレース大会。

## 概要
50年以上の歴史を誇るランニング大会。全国の大学・実業団からも招待選手を招いて開催されており、同時期に行われる延岡西日本マラソンなどと共に、新人選手の登竜門的な位置づけの大会となっている。男子10マイルと一般女子（高校生可）、高校生男子10キロ、高校生女子5キロの各部門で行われる日本陸連公認大会。
2021年、2022年の大会は新型コロナウイルス感染拡大防止のため中止となった。

## 運営
- 主催 : 唐津市、佐賀陸上競技協会

## コース
唐津市陸上競技場を発着点に、国の名勝虹の松原を往復する。コースが平坦なうえ、松林が防護となり風の抵抗を受けにくいため、好記録が出ることで知られる。2015年現在の10マイル（新宅雅也：1984年）と女子10キロ（千葉真子：1996年）の道路日本最高記録はこの大会で生まれている。

## 歴代優勝者
男子10マイル・女子10キロのみ
| 回数 | 開催日        | 男子10マイル | 男子10マイル     | 男子10マイル | 女子10キロ | 女子10キロ         | 女子10キロ |
| 回数 | 開催日        | 氏名         | 所属             | 記録         | 氏名       | 所属               | 記録       |
| ---- | ------------- | ------------ | ---------------- | ------------ | ---------- | ------------------ | ---------- |
| 52   | 2012年2月12日 | 星創太       | 富士通           | 47分00秒     | 杉原加代   | デンソー           | 33分04秒   |
| 53   | 2013年2月10日 | 上野裕一郎   | ヱスビー食品     | 46分56秒     | 野上恵子   | 十八銀行           | 32分54秒   |
| 54   | 2014年2月9日  | 廣末香       | トヨタ自動車九州 | 47分14秒     | 橋本富美子 | しまむら           | 33分23秒   |
| 55   | 2015年2月8日  | 佐々木悟     | 旭化成           | 47分12秒     | 高島由香   | デンソー           | 32分33秒   |
| 56   | 2016年2月14日 | 油布郁人     | 富士通           | 47分47秒     | 山下莉奈   | 大分東明高校       | 33分52秒   |
| 57   | 2017年2月12日 | 鬼塚翔太     | 東海大学         | 46分36秒     | 宮城亜支亜 | 大分東明高校       | 33分30秒   |
| 58   | 2018年2月11日 | 設楽悠太     | Honda            | 46分12秒     | 市原沙南   | 筑紫女学園高等学校 | 34分05秒   |
| 59   | 2019年2月10日 | 西山雄介     | トヨタ自動車     | 46分27秒     | 高島由香   | 資生堂             | 32分49秒   |
| 60   | 2020年2月9日  | 的野遼大     | MHPS             | 46分43秒     | 本田絵里香 | 肥後銀行           | 33分18秒   |